# Pascal Wehrlein
Pascal Wehrlein (Sigmaringen, Njemačka, 18. listopada 1994.) je bivši njemački vozač Formule 1.

## Karijera
S 9 godina počinje nastupati u karting natjecanjima. Prvak u ADAC Formel Masters seriji postaje 2011. godine. Od 2013. do 2015. nastupa u DTM (Deutsche Tourenwagen Masters) seriji, gdje 2014. s 19 godina postaje najmlađi vozač koji je pobijedio u DTM-u, a sljedeće godine postaje najmlađi vozač koji je osvojio naslov u toj seriji. Nastupao je i u Formuli 3 2012. i 2013. godine. 
U rujnu 2014. postaje test vozač Mercedesa, a iste sezone testira u Barceloni, vozeći za Mercedes i Force Indiju. U veljači 2016., Wehrelin potpisuje za momčad Manor. Tijekom cijele sezone pokazuje talentirane vožnje, a na VN Austrije osvaja 1 bod. Sljedeće sezone prelazi u Sauber.

## Naslovi
- ADAC Formel Masters 2011.
- Deutsche Tourenwagen Masters 2015.

## Rezultati u Formuli 1
| Sezona | Momčad           | Šasija      | Motor                           | Utrke | Pobjede | Podiji | Bodovi | Plasman |
| ------ | ---------------- | ----------- | ------------------------------- | ----- | ------- | ------ | ------ | ------- |
| 2016.  | Manor Racing MRT | Manor MRT05 | Mercedes PU106C Hybrid 1.6 V6 t | 21    | 0       | 0      | 1      | 19.     |
| 2017.  | Sauber F1 Team   | Sauber C36  | Ferrari 061 1.6 V6 t            | 18    | 0       | 0      | 5      | 16.     |

## Vanjske poveznice
- Pascal Wehrlein na racing-reference.com
- Pascal Wehrlein F1 statistika na statsf1.com